# HD 58805
HD 58805，又名CP-86 105，SAO 258460、HR 2848，是一颗恒星，视星等为6.47，位于銀經299.59，銀緯-27.15，其B1900.0坐标为赤經7h 22m 1.5s，赤緯-86° -27.15′ 11″。